# Nicodim Cristea
Nicodim Cristea (n. secolul al XIX-lea – d. secolul al XX-lea) a fost un deputat în Marea Adunare Națională de la Alba Iulia, organismul legislativ reprezentativ al „tuturor românilor din Transilvania, Banat și Țara Ungurească”, cel care a adoptat hotărârea privind Unirea Transilvaniei cu România, la 1 decembrie 1918.:p. 77

## Biografie
A studiat teologia și științele juridice. Studiile de Drept le-a făcut la Cluj între anii 1912-1914. A fost președintele Asociației Studenților din Cluj în 1913. A desfășurat o bogată activitate culturală, susținând mai multe conferințe în Cluj, Abrud și împrejurimi. În perioada februarie 1916-decembrie 1919 îl înlocuiește în funcție pe protopopul Tuliu Roșescu.

## Activitatea politică
Ca deputat în Adunarea Națională din 1 decembrie 1918, Nicodim Cristea a fost delegat al cercului electoral II al orașului Cluj, dar și locțiitor al protopopului Tuliu Roșescu.
A fost membru al Comitetului Executiv al Senatului Național Român din Ardeal, înființat de Amos Frâncu.

## Lectură suplimetară
- Gelu Neamțu, Mircea Vaida-Voevod, 1 decembrie 1918. Mărturii ale participanților, vol. I-II, Editura Academiei Române, București, 2005, ISBN 973-27-1258-9 (vol. I); ISBN 973-27-1264-3 (vol. II)
- Daniela Comșa, Eugenia Glodariu, Maria M. Jude, Clujenii și Marea Unire, Muzeul Național Transilvania, Cluj-Napoca, 1998
- Florea Marin, Medicii și Marea Unire, Editura Tipomur, Târgu Mureș, 1993
- Silviu Borș, Alexiu Tatu, Bogdan Andriescu, (coord.), Participanți din localități sibiene la Marea Adunare Națională de la Alba Iulia din 1 decembrie 1918, Editura Armanis, Sibiu, 2015